# Johan George Reuchlin

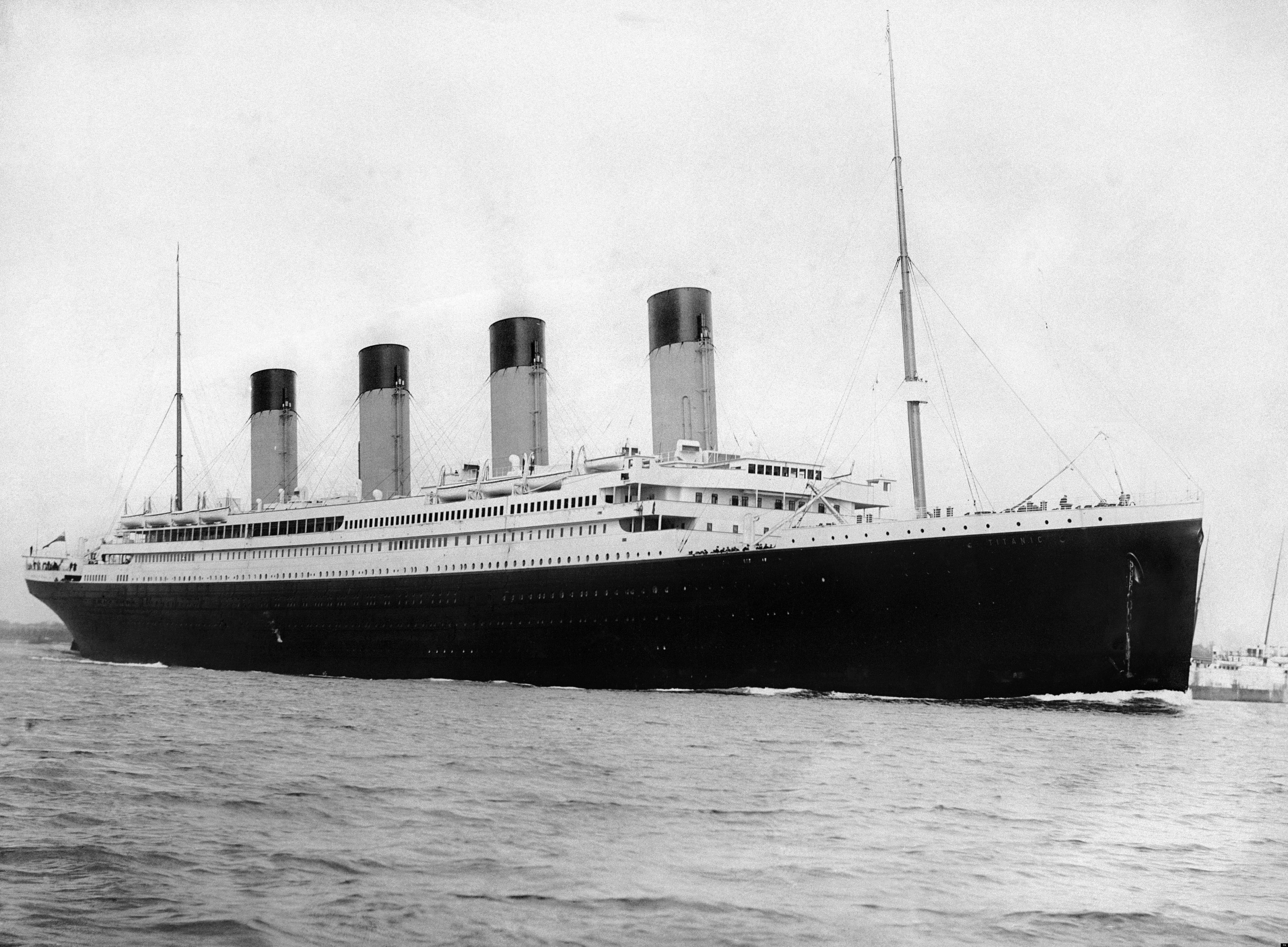
De RMS Titanic

Jonkheer Johan George Reuchlin (Rotterdam, 6 december 1874 - Atlantische Oceaan, 15 april 1912) was een Nederlands ondernemer. Naast Hendrik Bolhuis en Wessel van der Brugge was hij een van de drie Nederlandse opvarenden aan boord van de RMS Titanic, die op 15 april 1912 zonk na een aanvaring met een ijsberg. Reuchlin overleefde net als zijn twee landgenoten deze ramp niet.

## Leven en werk
George was een zoon van Otto Reuchlin, directeur van de Holland-Amerika Lijn (HAL), en Carolina Helena Schumacher. Hij trad in de voetsporen van zijn vader en was eerst bureauchef van het bedrijf, alvorens zelf directeur te worden. In 1905 trouwde hij met Agatha Maria Elink Schuurman. Zij hadden drie kinderen: Henri, Carolina en Maarten. De laatste werd in november 1944 geëxecuteerd door de Sicherheitspolizei op verdenking van spionage.
Reuchlin voer mee op de Titanic op uitnodiging van de rederij White Star Line, die hoopte dat Reuchlin, die toen directeur van de HAL was, onder de indruk zou zijn van het schip. Reuchlin liet per telex het thuisfront weten dat hij tevreden was met het schip. De HAL had toen al bij Harland and Wolff in Belfast, bouwer van de Titanic, de Statendam II besteld. Het schip voer echter niet voor de HAL omdat na de uitbraak van de Eerste Wereldoorlog de Engelse overheid het liet verbouwen voor troepentransport.
Aan de familieleden van de omgekomen passagiers van de Titanic werd geen hulp geboden en zij kregen geen uitkering van de overheid. De weduwe Reuchlin kreeg een jaargeld van de HAL. De Hoge Raad verklaarde in een arrest dat zij hierover geen schenkingsrechten hoefde te betalen, omdat de Holland-Amerika Lijn een dringende morele plicht had in haar onderhoud te voorzien en daarmee tegemoetkwam aan een natuurlijke verbintenis.

## Artefacten
In 1985 werd het wrak van de Titanic gevonden. Na Chicago, Parijs en Los Angeles werden vanaf 14 november 2013 artefacten geëxposeerd in Amsterdam-Expo.  
Tot 2011 werd aangenomen dat Reuchlin in Cherbourg aan boord ging, maar in de persoonlijke briefwisseling van Reuchlin aan zijn vrouw ontdekte de Belgische journalist Dirk Musschoot, auteur van het boek '100 Jaar Titanic: Het verhaal van de Belgen en de Nederlanders', dat hij via Hoek van Holland naar Harwich reisde en zo via Londen naar Southampton, waar hij op de Titanic inscheepte. Reuchlin reisde in de eerste klasse en in een brief aan zijn vrouw beschreef hij de bijna-aanvaring tussen de Titanic en het schip SS New York (American Line), waarvan hij in de haven van Southampton getuige was geweest. Tijdens zijn reis stuurde Reuchlin enkele brieven en telegrammen, waaruit bleek dat de reis hem goed beviel.
Naar eigentijdse getuigenissen ondernam Reuchlin geen pogingen om zijn eigen leven te redden. Reuchlins lichaam is - zo het al geborgen is - nooit geïdentificeerd.